# USS Harry E. Hubbard (DD-748)
O USS Harry E. Hubbard (DD-748) foi um destroyer norte-americano que serviu durante a Segunda Guerra Mundial.

## Comandantes
| Comandante                   | Data                         |
| ---------------------------- | ---------------------------- |
| Cdr. Leonard Scott Bailey    | 22 de Julho de 1944 -??      |
| Cdr. Arthur Montgomery Purdy | Janeiro de 45 - Maio de 1945 |